# Ізвоаре (Фалештський район)
Ізвоаре (рум. Izvoare) — село у Фалештському районі Молдови. Утворює окрему комуну.

## Населення
За даними перепису населення 2004 року у селі проживали 2143 особи.
Національний склад населення села:
| Національність       | Кількість осіб | Відсоток |
| -------------------- | -------------- | -------- |
| молдавани румуни     | 2 110 10       | 98,5 0,5 |
| росіяни              | 17             | 0,8      |
| українці             | 5              | 0,2      |
| інша / без відповіді | 1              | < 0,1    |
| Всього               | 2 143          | 100      |